# Resultados do Carnaval de Belém em 2020
Resultados do Carnaval de Belém em 2020.

## Escolas de samba
| Primeiro Grupo | Primeiro Grupo              | Primeiro Grupo | Primeiro Grupo |
| Colocação      | Escola                      | Pontos         | Ref.           |
| -------------- | --------------------------- | -------------- | -------------- |
| 1º             | Piratas da Batucada         | 199,7          | [ 2 ]          |
| 2º             | Bole Bole                   | 199,3          | [ 2 ]          |
| 3º             | Quem São Eles               | 199,2          | [ 2 ]          |
| 4º             | Rancho Não Posso Me Amofiná | 198,8          | [ 2 ]          |
| 5º             | Matinha                     | 198,6          | [ 2 ]          |
| 6º             | Deixa Falar                 | 198,4          | [ 2 ]          |
| 7º             | Império Pedreirense         | 198,3          | [ 2 ]          |
| 8º             | Xodó da Nega                | 197,3          | [ 2 ]          |
| 9º             | Mocidade Unida do Benguí    | 194,3 ▼        | [ 2 ]          |

| Segundo Grupo | Segundo Grupo          | Segundo Grupo | Segundo Grupo |
| Colocação     | Escola                 | Pontos        | Ref.          |
| ------------- | ---------------------- | ------------- | ------------- |
| 1º            | Acadêmicos da Pedreira | 199,6 ▲       | [ 2 ]         |
| 2º            | Os Colibris            | 198,5         | [ 2 ]         |
| 3º            | Cacareco               | 196,5         | [ 2 ]         |
| 4º            | Império Jurunense      | 196           | [ 2 ]         |
| 5º            | A Grande Família       | 195,4         | [ 2 ]         |
| 6º            | Coração Jurunense      | 195           | [ 2 ]         |
| 7º            | Habitat do Boto        | 194,4         | [ 2 ]         |
| 8º            | Mocidade Botafoguense  | 192,7 ▼       | [ 2 ]         |

| Terceiro Grupo | Terceiro Grupo                | Terceiro Grupo | Terceiro Grupo |
| Colocação      | Escola                        | Pontos         | Ref.           |
| -------------- | ----------------------------- | -------------- | -------------- |
| 1º             | Boêmios da Vila               | 199,5 ▲        | [ 2 ]          |
| 2º             | Mocidade Olariense            | 198,7          | [ 2 ]          |
| 3º             | Guerreiros do Samba e do Amor | 197,8          | [ 2 ]          |
| 4º             | Nova Mangueira                | 197,4          | [ 2 ]          |
| 5º             | Caprichosos da Cidade Nova    | 197            | [ 2 ]          |
| 6º             | Embaixadores Azulinos         | 195,6          |                |
| 7º             | Rosa de Ouro                  | 193,7          | [ 2 ]          |
| 8º             | Parangolé do Samba            | 192,3          | [ 2 ]          |